# ナリマン・ナリマノフ
ナリマン・ケルべライ・ナジャフ・オグルィ・ナリマノフ (ロシア語: Нариман Кербелаи Наджаф оглы Нариманов, 現代アゼルバイジャン語: Nəriman Kərbəlayi Nəcəf oğlu Nərimanov, 1870年4月14日 – 1925年3月19日) は、アゼルバイジャン人のボリシェヴィキ革命家で、作家および政治家である。
文学の分野では、ニコライ・ゴーゴリの戯曲『検察官』をトルコ語に翻訳したり、『バハドゥールとソナ』（1896年）のような多くの演劇、物語や小説を書いた。彼はまた、歴史的な三部作『ナーディル・シャー』（1899年）の作者でもある。

## 来歴

### 学歴および教職歴

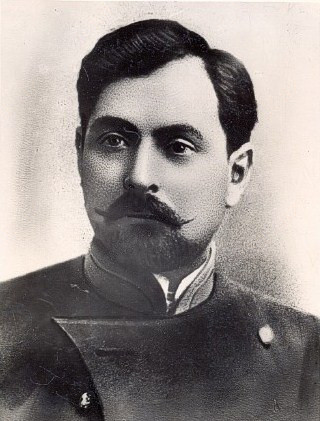
帝立ノヴォロシア大学医学生時代のナリマノフ

ナリマン・ナリマノフは、1870年4月14日 (ユリウス暦2日) 、ロシア帝国チフリス県チフリス (現在はグルジア領内であり同国の首都トビリシ) に在住するアゼルバイジャン民族の家族で父カルバライ・ナジャフ・アッラーフヴェルディ・オグル・ナリマノフと母ハリマ・ハヌム・ハジ・マメド・カズム・グズ・ザマノヴァの間に、9人きょうだいの八男として誕生した。その名は、南アゼルバイジャンのオルーミーイェからの移民であった曾祖父の名前ナリマンから命名された。
ナリマノフ家は中産階級の貿易商であり、ナリマンはゴリのザカフカース教職神学校に入学することが可能であった。ナリマノフの人格形成について多大な影響を与えたのは叔父アリ・ミルザであった。アリ・ミルザは数か国語を話す教育者であり、アゼルバイジャン人作家のアブドゥッラー・シャイグとも交友があった。1889年11月20日、父カルバライ・ナジャフの急死により、ナリマン・ナリマノフは神学校を中退して地元に戻り、家族の生活を支えるために働くことを考え始めた。長兄サルマンが当時病気を患っていたことも家族の窮状をさらに深めていた。こうした窮状下であったにもかかわらず、母ハリマ・ハヌムはナリマノフが学業を継続することを強く要求し、彼は神学校に復学することとなった。1890年6月、ナリマノフは神学校の卒業を果たす。神学校の修了証明書には、彼の優れた態度立ち振る舞いについて記されていたが、成績自体は平均的なものであった。
卒業後、晴れて小学校教員となったナリマノフは、ボルチャルィ郡にあるキジリ・ハジロ村の小学校のロシア語教師に赴任するが、間もなく小学校は財政難の為に廃校となってしまい、翌1891年にナリマノフはバクーに移ることとなった。神学校からの推薦で、（当時、テュルク系民族はアゼルバイジャン人も含めて押しなべてロシア人からタタール人と呼ばれていた）タタール人（アゼルバイジャン人）学生を対象とした私立のプロギムナジウムに就職しアゼルバイジャン語とロシア語を教える教師となった。このプロギムナジウムは公立学校の適用を受けていなかったので、その教員であったナリマノフは公務員とは見做されず経済的に苦しい生活を送りながら約5年間勤務した。
1896年9月1日、バクー市議会の決定により、赴任先のポベドノースツェフ・プロギムナジウムが公立化されてバクー男子古典プロギムナジウムが設立された結果、教員のナリマノフは公務員として正式に認められて1902年までここで勤務。勤勉で模範的な教師としての評価を受けて、聖スタニスラフ勲章3等を授与された。
1902年、ナリマノフは32歳でオデッサの帝立ノヴォロシア大学（オデッサ大学の前身）の医学部に入学し、1908年に博士号を取得し卒業した。ナリマノフはバクーの市立病院で働き始め、その献身的な働きぶりから「我々の医師」と賞されるようになった。翌1909年1月には政治活動によって迫害を受けチフリスへ移ったが、ナリマノフは現地でも医業に従事した。

### 民族語による公共図書館の設立

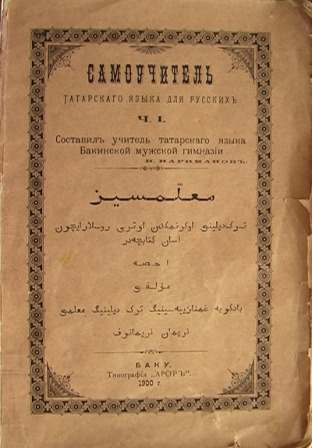
ナリマノフが1900年に出版した『ロシア人のためのタタール語解説 』

ナリマノフは、母語のアゼルバイジャン語で本を読むことができる公共図書館をスルタン・マジド・ガニザーデやハビブ・ベイ・マフムードベヨフらと作る計画を立て、新聞だけでなくニザーミー、フェルドウスィー、サアディー、ハーフェズ、フズーリー、モッラ・パナフ・ヴァギフ、アッバースグル・アガ・ヴァキハノフ、ガスム・ベイ・ザキル、ミルザ・ファタリ・アフンドフおよびセイド・アジム・シルヴァニといったアゼルバイジャン人の詩人たちの作品を収集した。
ナリマノフは様々な国の出版社や新聞社に手紙を送り、そこで図書館の設立の支援を求めた。その反響として、新聞・雑誌・書籍がロシア全土からだけでなく海外からも大量にと届き始めた。ソフィアからの新聞『イッティファク』（同盟）、カイロから『アル・ニル』（ナイル川）、イスタンブールから『メラメット』（非難）や『タジュマニ・ハギガト』（真実の翻訳）など、帝政下において発禁処分対象とされていた出版物も図書館に届くようになった。
ナリマノフの公共図書館設立を目指す取り組みは、1894年に民族語で読書可能な最初の公共図書館をバクーに開館し、カフカース全体のムスリム人口の教育センターとなった事実として結実した。正確な開館日は不明であるが、研究者は1894年8月1日の可能性が高いと推測している。この説は、1897年にバクー警察署長があげた報告書の中に1894年8月1日からの図書館の利用状況が記載されているためである。別の文書によると、1895年の1月11日が図書館閲覧室の開設日となっている。V・アガシエフによれば、最も信頼できるのは、バクー市議会の教育委員会議長に宛てたナリマノフの請願である。この請願書において、ナリマノフは『新評論』の文芸欄で図書館の開館日を4月12日と発表している。その文芸欄では、入館料は2コペイカとしており、貧しい人々には無料で利用できるとした。1894年4月12日から10月1日までの間には3833人が訪れたとしている。
ナリマノフの公共図書館において発禁文書を若者たちが閲覧していることを危惧したイスラム教の聖職者たちは、公共図書館の活動に対して反対の意を示した。シェイヒュルイスラームは、「バクーで無謀にも許可されたナリマノフの図書館は、冒涜と不従順の恐ろしい温床である」と非難した。ナリマノフは若者の心情に悪い影響を与えたとして告発され、図書館自体は1898年10月5日に「有害な傾向」があるという理由で政府によって閉鎖された。
1899年にナリマノフは、レフ・ポリヴァーノフのロシア語の文法解説本を模範にして執筆された『テュルク＝アゼルバイジャン語の簡単な文法』の編集者となり、バクーで出版している。この解説本はアゼルバイジャンの子供たちに民族語のアゼルバイジャン語の文法を教える為の教材として長らく役立てられることになる。

### 政治活動の始まり
ロシア第一革命の影響で帝立ノヴォロシア大学が一時閉鎖されていた間、ナリマノフはバクーへ帰省していた。その際に1905年、彼はロシア社会民主労働党へ入党。イスラム社会民主主義組織のヒンメトへ加盟し、イラン社会民主党の設立にも参画した。翌1906年にはロシア社会民主労働党の綱領をアゼルバイジャン語に翻訳している。
1906年8月にはハサン・ベイ・ザルダビとナリマノフの主導により、最初のムスリム教師会議がバクーで開かれ、ナリマノフがザルダビ会議の副議長に選出された。ナリマノフの提案で、会議はアゼルバイジャン語の必須科目としての導入と週当たりの授業数の増加、アゼルバイジャン語教師と他の科目の教師との権利の平等化、そしてアゼルバイジャン語教師の就労と公衆の同意による解任を決定した。
会議の参加者の中で自由主義的思想を持つ者は、ナリマノフの提案に非常に否定的であった。バクーの資産家ハジ・ゼイナラブディン・タギエフは会議の翌日、ナリマノフを招いて非難の言葉を投げかけた。
批判に対して、ナリマノフは参加者たちから拍手喝采を浴びた非常に印象的なスピーチで応えた。

### アストラハンへの流刑
チフリスの病院で働いていたころの1909年、警察の家宅捜索によってナリマノフ宅から数々の反君主制文書が発見された。ナリマノフは逮捕されメテヒ刑務所へ収監されたが、彼の逮捕は幅広い民衆の抗議を引き起こした。様々な新聞――『バクー』紙の8月30日の記事、『ザカフカース』紙の9月3日の記事、『タラッカ』紙の10月17日の記事――などで、ナリマノフの逮捕についてが掲載された。ドゥーマでのナリマノフ釈放請願を含む、ナリマノフ釈放要求や請願書が公開された。詩人アリ・ナズミは風刺詩「私は怖い」でナリマノフの逮捕に抗議した。 8月、ナリマン・ナリマノフはアストラハンへ5年間の国内追放が宣告された。
この際にアストラハンの流刑地で、ナリマノフは後にバクー・コミューンで協働するステパン・シャウミャンやアリョーシャ・ジャパリゼと出会った。また、ナリマノフはアストラハン医師会やアストラハン国民大学協会副会長、保険会社「ロシア」でも医師として活動を続け、アストラハン市議会議員も4年間勤めている。同時期には、アストラハンのムスリムの組織化や、市議会教育委員としての活動もある。
1911年にナリマノフは、ペストの調査にアストラハンを訪れたイリヤ・メチニコフの助手として、ペストの流行地帯であった（当時はキルギスステップと呼ばれていた）カザフステップの奥地で医療活動に従事した。
1913年7月15日にナリマノフはバクーへ戻り、文化教育団体「ニジャト」教育部部長、協同組合「ガナエト」会長、国際文化教育協会「ハルグ・エヴィ」理事など、またも社会活動で要職を歴任した。翌1914年6月4日（ユリウス暦5月22日）、市内のチョールヌィー・ゴロド地区の臨時病院で医師の地位を得た。10月8日（ユリウス暦9月25日）にナリマノフは第8病院の院長に転勤し、1918年5月16日（ユリウス暦3日）まで勤務した。
翌6月から1919年までは、再びアストラハンへ赴いて医師として活動し、アストラハン県ソビエト執行委員会軍衛生部部長を務めた。さらにヒンメト・アストラハン支部を創設してその指導者となり、『ヒンメト』紙のアストラハン支部版も編集した。

### バクー・コミューン
1916年12月、ナリマノフは、バクーにおけるボリシェヴィキの党組織の中核である「人民の家」の理事に選出された。1917年3月、彼はロシア社会民主労働党のバクー委員会のメンバーとなった。同年4月から12月まではヒンメト委員会議長に就任し、『ヒンメト』紙の編集長も務めた。4月15日から20日にかけてバクーでカフカース・ムスリム大会が開かれた際にも、その幹部会メンバーに選出されている。
1918年3月30日、ナリマノフはシャウミャン、ジャパリゼ、グリゴリー・コルガノフらとともにバクー革命防衛委員会を結成。 3月下旬と4月上旬に、バクー・コミューンはアルメニア人によるダシュナク党の軍隊の支援を得て、バクー市内で三月事件と呼ばれるアゼルバイジャン人の大量虐殺を行い、その結果としてバクーに自身の権力基盤を確立した。ナリマノフはバクー・コミューンにおいて4月から6月まで都市経済委員に就いた。
三月事件の初日にダシュナク党はナリマノフ家のアパートに攻撃を仕掛けたが、ナリマノフとその家族は、バクー・コミューン指導者であった旧友シャウミャンが差し向けた赤衛隊によって、安全なシャウミャン家へ避難することができ、三月事件の間もメシャジ・アジズベコフの一家とともに保護された。事件後の5月26日から28日にかけて開催されたバクー地区農民代表ソビエト大会では議長を務め、アジズベコフ、ダダシュ・ブニアザーデ、ミル・ガサン・ヴェジロフらとともに執行委員に選出されている。
その後、ナリマノフは同年夏にシャウミャンの勧めによって病気療養のためロシアへと送られた。そして、翌1919年からロシア社会主義連邦ソビエト共和国外務人民委員部中東部部長、ロシア連邦共和国民族問題副人民委員を務め、同年12月からはカフカース革命委員会北カフカース・ソビエト権力回復担当局やボリシェヴィキ中央委員会カフカース局、ザカフカース地方委員会のメンバーを歴任した。

### 革命成就から国家指導者へ

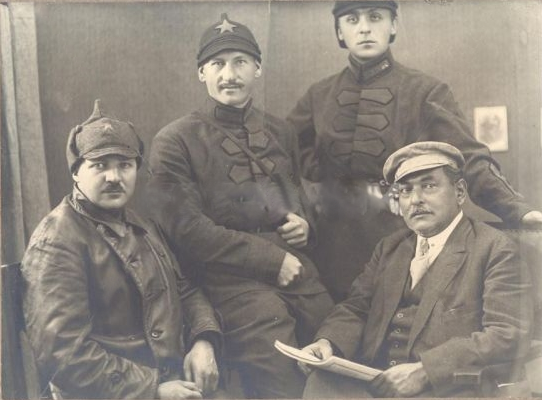
バクー市内で赤軍第11軍指揮官らとともに写るナリマノフ（1920年）

1920年2月11日から12日にかけてバクーで秘密裏に開催されたアゼルバイジャン共産党第1回大会において、ナリマノフはウラジーミル・レーニンとともに名誉議長に選出された。同年4月27日には、ナリマノフが欠席状態のままアゼルバイジャン臨時軍事革命委員会の議長に選出され、翌28日には人民委員会議議長および外務人民委員に就任した。
そして4月27日から28日の夜、バクーで労働者と共産主義者の武装蜂起が始まった。同時に赤軍第11軍が国境を越えてアゼルバイジャン民主共和国へ侵攻を開始した。バクー作戦によって、ミュサヴァト党政権は打倒され、アゼルバイジャンにおいてソビエト体制が樹立された。
翌5月16日、特別列車でナリマノフはバクー駅に到着した。到着を報じる新聞の見出しに大きな活字で「Xoş gəldiniz（ようこそ）」と印字される程の大変な歓迎ムードであった。共産党系の『コミュニスト』紙では、すでに「ムスリム・ソビエト社会主義共和国の指導者」と呼ばれていた。その後19日まで、ナリマノフは臨時軍事革命委員会議長であった。

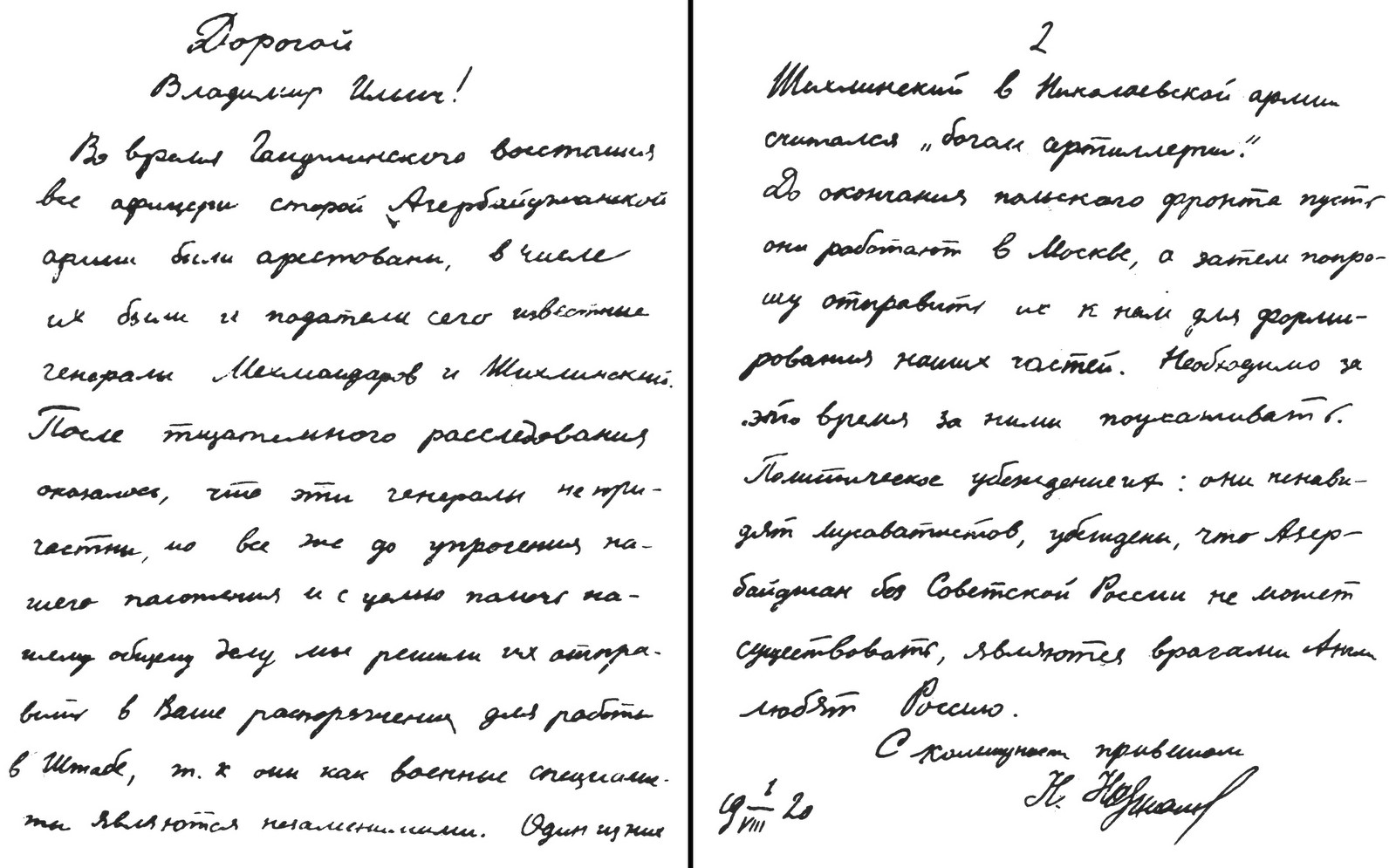
メフマンダロフ将軍とシフリンスキー将軍についてレーニンに報告するナリマノフの手紙（1920年）

5月25日、ギャンジャで旧民主共和国軍の駐屯軍の指揮官とその将校らの一斉解任に対する反発に端を発する1800人の軍人からなる駐屯軍による大規模な反乱が起きた（ギャンジャ蜂起）。反乱は赤軍によって31日までに鎮圧されるが、街は略奪され、約千人の反乱兵は殺害され、旧民主共和国軍の将校は次々と逮捕拘束された。
名将の誉れ高いサメド・ベイ・メフマンダロフとアリ・アガ・シフリンスキーも逮捕され、チェーカーによって屈辱的な取り調べを受けた。しかし、メフマンダロフ将軍とシフリンスキー将軍をモスクワに送致する際に一緒にレーニン宛てに添えられた、両将軍は反乱に関与していない旨をしたためたナリマノフの手紙によって彼らの命が救われている。
9月1日から7日にかけて、バクーで東方諸民族大会が開催され、1900人の代表が出席した。そして東方諸民族大会の執行委員会は宣伝・行動会議メンバーに、ムスタファ・スプヒ、ミルザ・ダヴド・グセイノフ、セルゲイ・キーロフ、セルゴ・オルジョニキゼ、ヘイダル・ハーン・アムー・ウーグリー、エレーナ・スターソヴァらとともにナリマノフを選出した。
12月22日から29日にかけてモスクワで開催された第8回全ロシア・ソビエト大会にはナリマノフも出席し、全ロシア中央執行委員会のメンバーに選出されている。また、翌1921年1月初頭にモスクワ在住のムスリム共産主義者による会議が開かれた際には、ナリマノフがその議長を務めた。

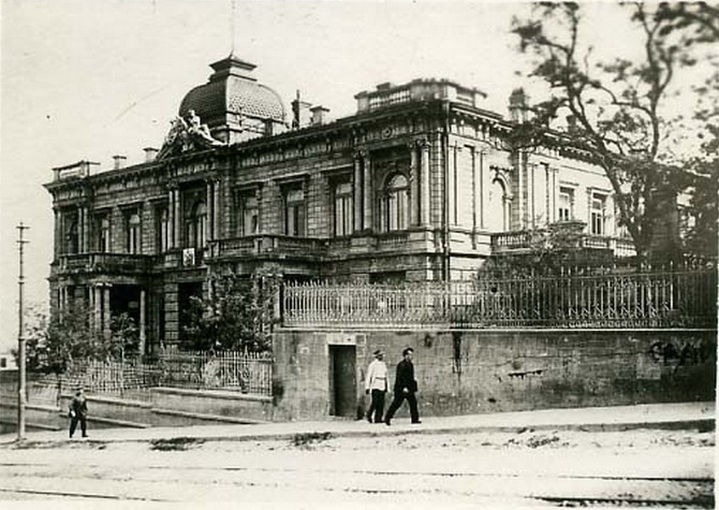
ナリマノフが住んでいたバクーの邸宅（現在はアゼルバイジャン美術館の建物）

1921年5月21日に開催されたアゼルバイジャン社会主義ソビエト共和国中央執行委員会の第1回幹部会においては、ムフタル・ガジエフ、サメド・アガ・アガマリ・オグルィらとともにアゼルバイジャン最初の憲法を承認した。
1922年3月12日、ナリマノフはザカフカース社会主義連邦ソビエト共和国の政府首班に当たる連邦会議議長（アゼルバイジャン共和国代表・初代）となり、翌1923年1月15日まで在任した。領土紛争の解決において、ナリマノフはナゴルノ・カラバフ自治州の帰属問題で重要な役割を果たし、その結果、ナゴルノ・カラバフはアゼルバイジャンの一部であり続けた。
カリスマ性を持つ穏健なナショナリストであったナリマノフは、ヨシフ・スターリンの親友でありザカフカース地方で共産党を指導するセルゴ・オルジョニキゼと統治方針を巡り衝突した。この紛争の結果、ナリマノフはオルジョニキゼによってザカフカースに直接的に関わる政治的なポストから外されるようになり、モスクワに異動となる。
1922年12月30日に初召集されたソビエト連邦中央執行委員会の第1回会議の決議により、ナリマノフは幹部会の共同議長（ザカフカース連邦共和国代表・初代）に選出された。1923年4月25日からは全連邦共産党（ボリシェヴィキ）の中央委員候補であった。また、アゼルバイジャン共産党中央委員でもあった。
1924年のナリマノフは政府の業務と継続しながら、ソビエト連邦中央執行委員会および東方勤労者共産大学の東洋研究所で講義を行っている。プラウダとイズベスチヤと協力して、同年1月に死去したレーニンの業績に関する出版（『レーニンとイスラム教徒の東』、『イスラム教徒から見たレーニン - その並外れた名声』、『レーニンと東洋』、『レーニンのいない活動の年』）に向けて準備を行った。加えて彼の科学的に分析した研究（『共産主義を理解する方法』、『人民の質問』）についても執筆した。
ナリマノフはアゼルバイジャン共和国人民委員会議議長を1922年5月7日まで。翌1921年5月まで外務人民委員に就いた。また1922年、ナリマノフは最初のソビエト代表の一員として国際会議であるジェノア会議に参加した。

### 死と葬儀

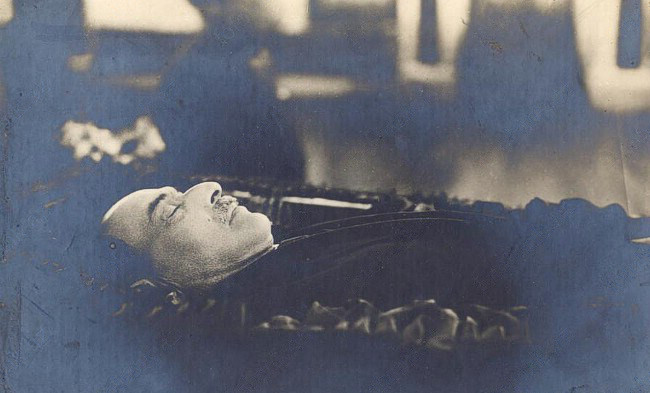
柩に横たわるナリマン・ナリマノフの遺体

1925年3月19日14時30分、ナリマン・ナリマノフはモスクワで死去した。連邦中央執行委員会議長および連邦党中央委員候補に在任中の死であった。ドイツの歴史家ヨルク・バベロフスキの言葉に依れば、彼の死の状況は秘密のベールに覆われている。公式記録によると、モスクワのクレムリンの通りで突然起きた心臓発作が原因だとしている。
連邦中央執行委員会幹部会の決議により、モスクワおよびソ連全体のすべての政府機関での業務は中止された。人民委員会と外交委員会の合同委員会は、国内および国外における全ての部門機関で2日間の追悼を宣言した。 3月20日、連邦中央執行委員会の決議により、葬儀を行うための特別委員会が組織された。同日、ナリマノフの遺体が納められた柩は、ドーム・ソユーゾフに安置された。夕方にはモスクワ市交響楽団が追悼演奏を行っている。葬儀が行われる日は、国民が喪に服す日であると宣言が出され、全てのコンサート・映画・その他のレクリエーション活動は中止となった。ソビエト連邦全土で、死亡時刻に合わせて政府の施設は裁判所からソビエト軍の軍艦および商船に至るまで、国旗が5分間半旗の状態で掲げられた。
ナリマノフは火葬されクレムリンの壁墓所に埋葬された。彼はここに埋葬された唯一のアゼルバイジャン人である。レフ・トロツキーは彼の死を、東側陣営において、レーニンの死に次いで二番目に大きな損失であると呼んだ。グルジア出身のオルジョニキゼは、ナリマノフの追悼記事で彼を「東洋における私たちの党の最も偉大な代表」と呼んだ。
1930年代後半の大粛清期、死しているにも拘らずナリマノフはヒンメトの他のメンバーと共に民族主義者の疑いで批判された。1953年にスターリンが死去した後に起きた非スターリン化によってナリマノフの評価も見直され、再びアゼルバイジャンにおける共産主義史の主役として称えられるようになったが、ソビエト連邦共産党中央委員会の公式見解では、アゼルバイジャンでの共産化に果たした役割とその貢献度は、ステパン・シャウミャンに比べるとナリマノフの方が小さいとした。ナリマノフが故国アゼルバイジャンの地で完全に名誉回復されたのは1972年のことであった。
ナリマノフの死因としてアルメニア人のソビエト連邦の政治家アナスタス・ミコヤンとのバクーでのムスリム労働者を巡る長年の確執に因るものである可能性が高いと信じる者がアゼルバイジャンの一部にいるが、これを裏付ける証拠のようなものは見つかっていない。

## 文学作品

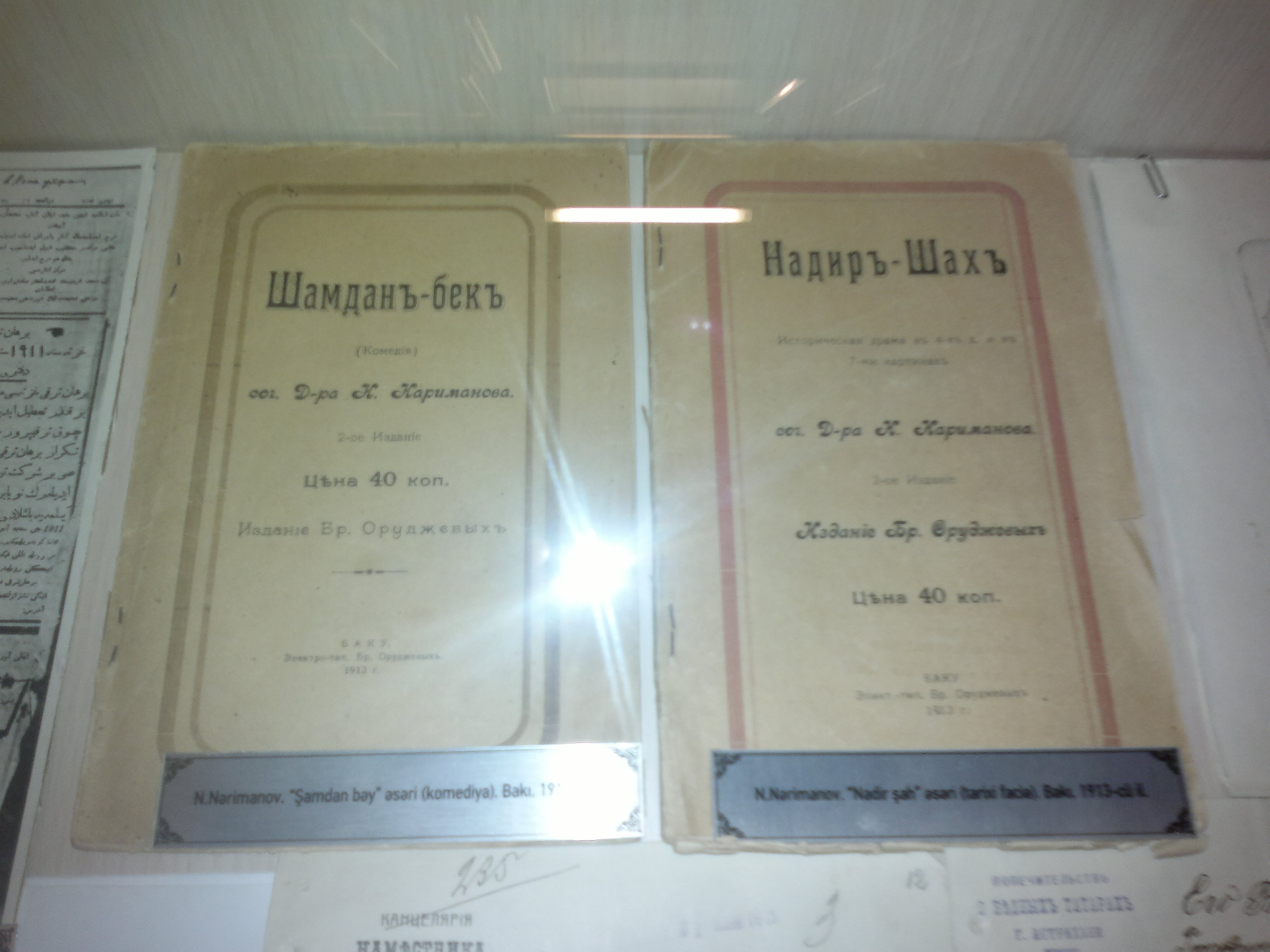
バクーのナリマノフの家博物館に展示された1913年版の『シャムダン・ベイ』と『ナーディル・シャー』

ナリマノフはアゼルバイジャンの小説家であり、脚本家でもある。彼の作品では、彼は東洋の民族運動の闘争劇を描写する。ナリマノフの作風は政治評論家的な傾向を示しながらも、現実主義的な日常を送る人々を描いている。
ナリマノフは、アゼルバイジャン文学の発展に非常に重要で主要な芸術作品を作っている。1895年に『シャムダン・ベイ』（別名：『舌からの不幸』、ロシア語では『シャムダン・ベク』）がバクーで出版された。1896年に小説『バハドゥールとソナ』が出版された。この作品では、ナリマノ自身が「幼きロマンス」と呼んだように、アゼルバイジャン人の若者バハドゥールとアルメニア人の少女ソナの愛を基にしたストーリーとなっている。この小説は聖職者から怒りの反応を巻き起こした。ナリマノフは、アゼルバイジャン文学史におけるナーディル・シャーの最初の歴史的悲劇 （『ナーディル・シャー』・1899年）の著者である。この作品は帝政下において長らく上演禁止の憂き目を味わっていたが、ロシア革命の後に初めてアゼルバイジャンで上映されるようになった。
『シャムダン・ベイ』は1956年に映画化され、1962年にはアゼルバイジャン人作曲家のスュレイマン・アラスガロフの曲によるオペラ『バハドゥールとソナ』が上演された。

## 家族
ナリマノフは1915年の夏、家庭教育を受けてロシア語に堪能だったギュルスュム・アリエヴァ（1900年 - 1953年）と結婚している。1914年3月8日の婚約の席で、詩人アブドゥッラー・シャイグから祝福の詩を捧げられている。
1919年12月2日、長男ナジャフが誕生する。ナジャフは1940年にキエフ軍学校を卒業し、独ソ戦中のスターリングラード攻防戦に戦車小隊の司令官として出征し、ドンバス地域のヴォルノヴァーハの戦闘で戦死を遂げた。

## 同時代人からの評価
ナリマノフの活動の際立った特徴は、当時バクー人民委員会議議長の書記官であり、コムソモール中央委員会書記官であるオリガ・シャトゥノフスカヤが明らかにしている。シャトゥノフスカヤによると、ナリマノフは土地の国有化を積極的に阻止し、個人的な目的のために彼の公的な地位を利用しようとした。
ソ連の東洋学の権威であるミハイル・パヴロヴィチは、ナリマノフを目覚めた東洋で最も傑出した人物と呼んだ。同じく著名なソ連の東洋学者ウラジーミル・グルコ＝クリャジンは、ナリマノフの活動の勝利は、アゼルバイジャン社会主義ソビエト共和国での彼の活動の全期間にわたって、民族の違いを根拠とした衝突は一度もなかったことであると書いている。ナリマノフの死後にソ連の駐サウジアラビア大使になるカザフ人のハジル・チュリャクーロフは、ナリマノフは作家として、困難な時代にコーカサスで兄弟関係のアイデアを実行する勇気を持っていたという点でナリマノフのメリットを見出している。

## 遺産
- ソビエト連邦とアゼルバイジャンにおいて、ナリマノフに敬意を表して記念切手が発行されている。
- バクー地下鉄に、「ナリマン・ナリマノフ駅」という彼の名前に因んだ駅が存在する。
- 1965年にナリマン・ナリマノフ胸像（アゼルバイジャン語版）は（N・イスマイロフとF・レオンチエヴァによって）スムガイトに建てられている[42]。 また、1972年に（ジャラル・ガルヤグドゥ（英語版）によって）バクーにも建てられた[43]。
- 1977年、バクーでナリマン・ナリマノフの家博物館が開館している。
- ナリマン・ナリマノフの生涯について、主演ウラジーミル・サモイロフ（ロシア語版）で映画『星は消えない』(Звёзды не гаснут)が撮影されている[44]。
- 作家のミルザ・イブラギモフ（アゼルバイジャン語版）は、ナリマノフの生涯と革命的活動に捧げられた叙事詩小説『ペルヴァン』を書いている[45]。
- ナリマン・ナリマノフの記念碑が、ナリマノフが住んでいたバクーの邸宅の壁に設置された。ナリマノフが連邦会議議長だったころに住んでいたバクーの邸宅は現在アゼルバイジャン国立美術館の本館となっている。
- 1914年から1917年までナリマノフが医者として働いていたバクーのナジャフグルラフィエフ通り沿いの家に、記念碑が設置された。現在、アゼルバイジャン医学博物館がある[46]。
- ナリマノフが住んでいたモスクワ（ポヴァルスカヤ通り（ロシア語版）11番地）の家の壁に、ナリマノフの記念碑が設置された。
- 2013年5月28日、ナリマノフの記念碑がカザンのナリマノフ通り（タタール語版）52番地に設置された[47]。
- ナリマン・ナリマノフの家博物館は、トビリシのミルザ・シャフィ通り（ロシア語版）にもあったが、2008年12月の建設工事の最中に家が破壊されてしまい、2009年1月に家の修復に関する合意がアゼルバイジャンとジョージアの間で調印された[48]。2017年6月、復元されたナリマン・ナリマノフの家博物館が開館された[49]。

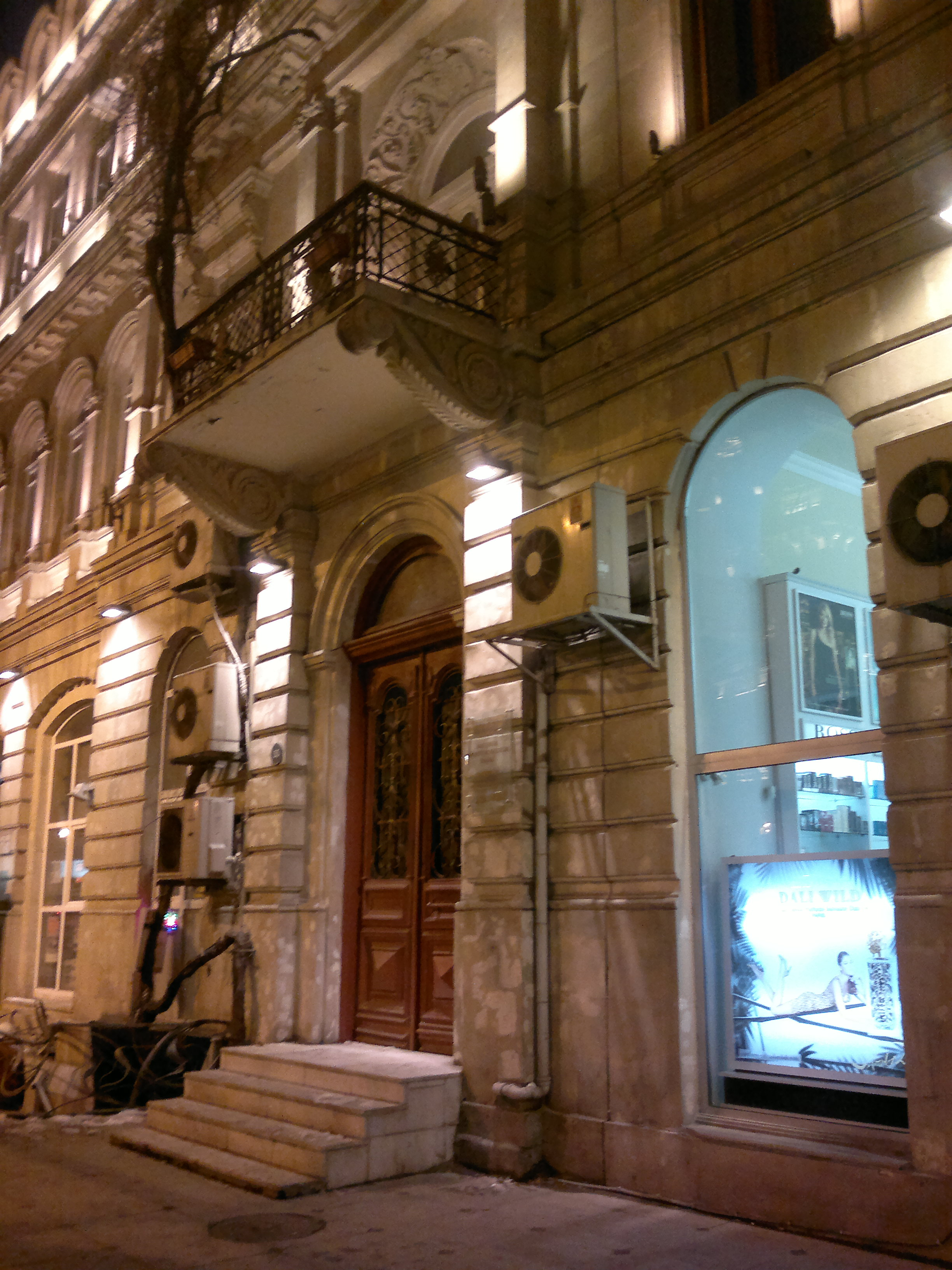
バクーのナリマン・ナリマノフの家博物館（ロシア語版）
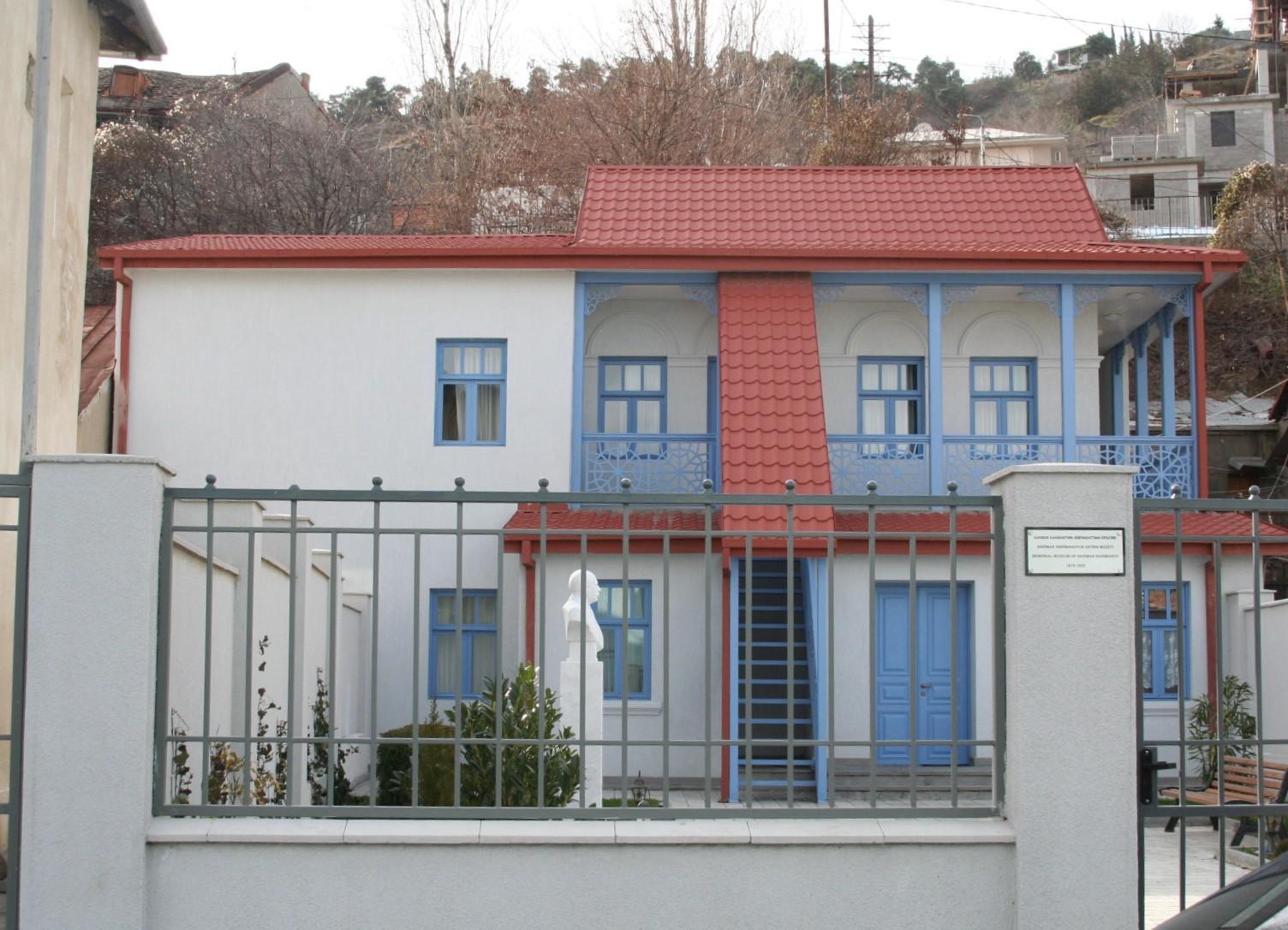
トビリシのナリマン・ナリマノフの家博物館（ロシア語版）
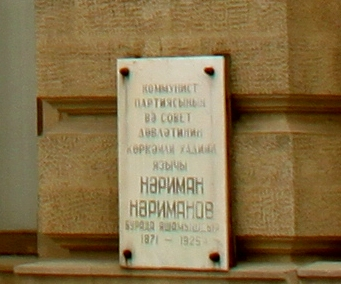
ナリマノフが住んでいたバクーの邸宅の壁にあるナリマノフの記念碑。現在アゼルバイジャン国立美術館の本館になっている。
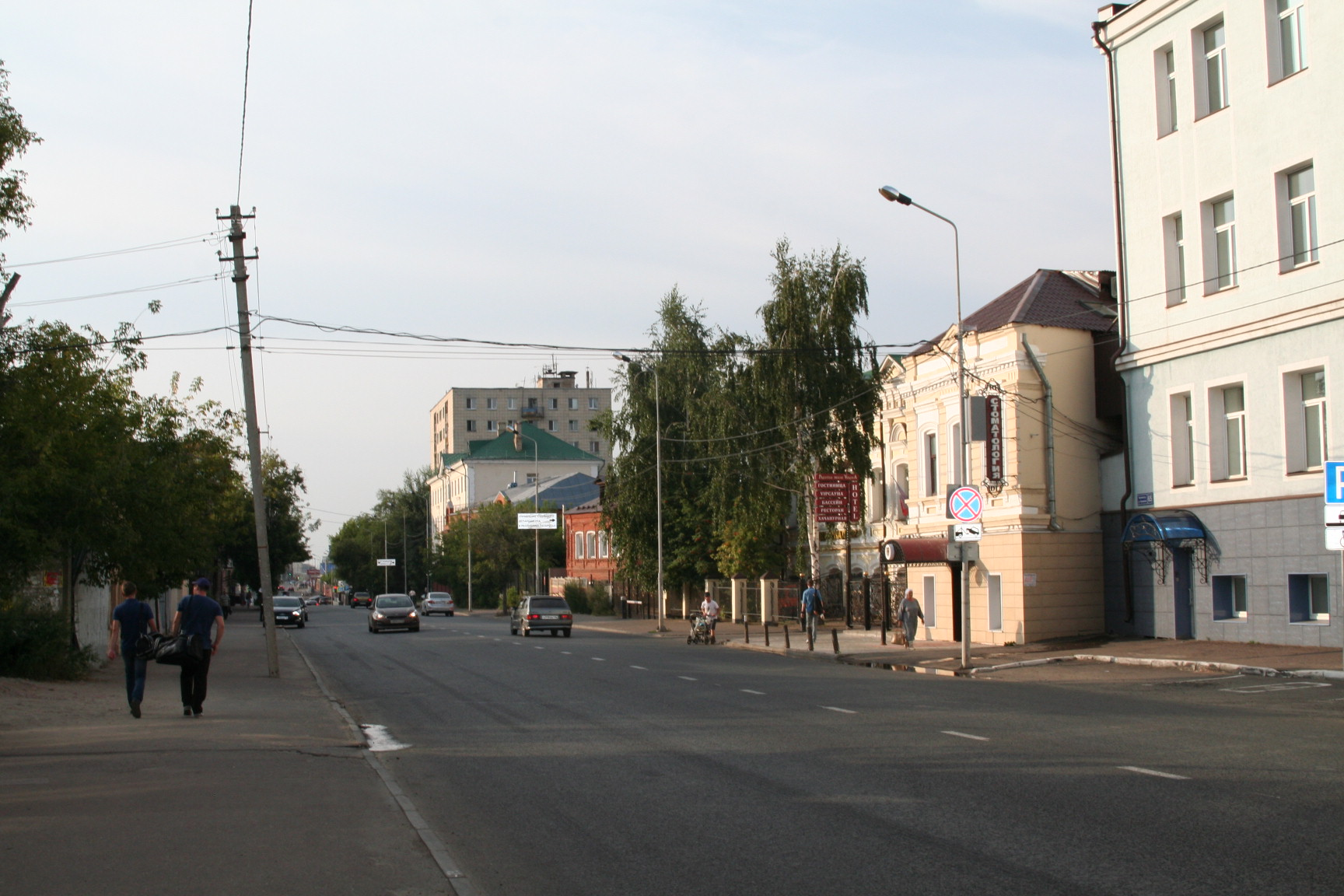
カザンのナリマノフ通り

### ナリマン・ナリマノフ像

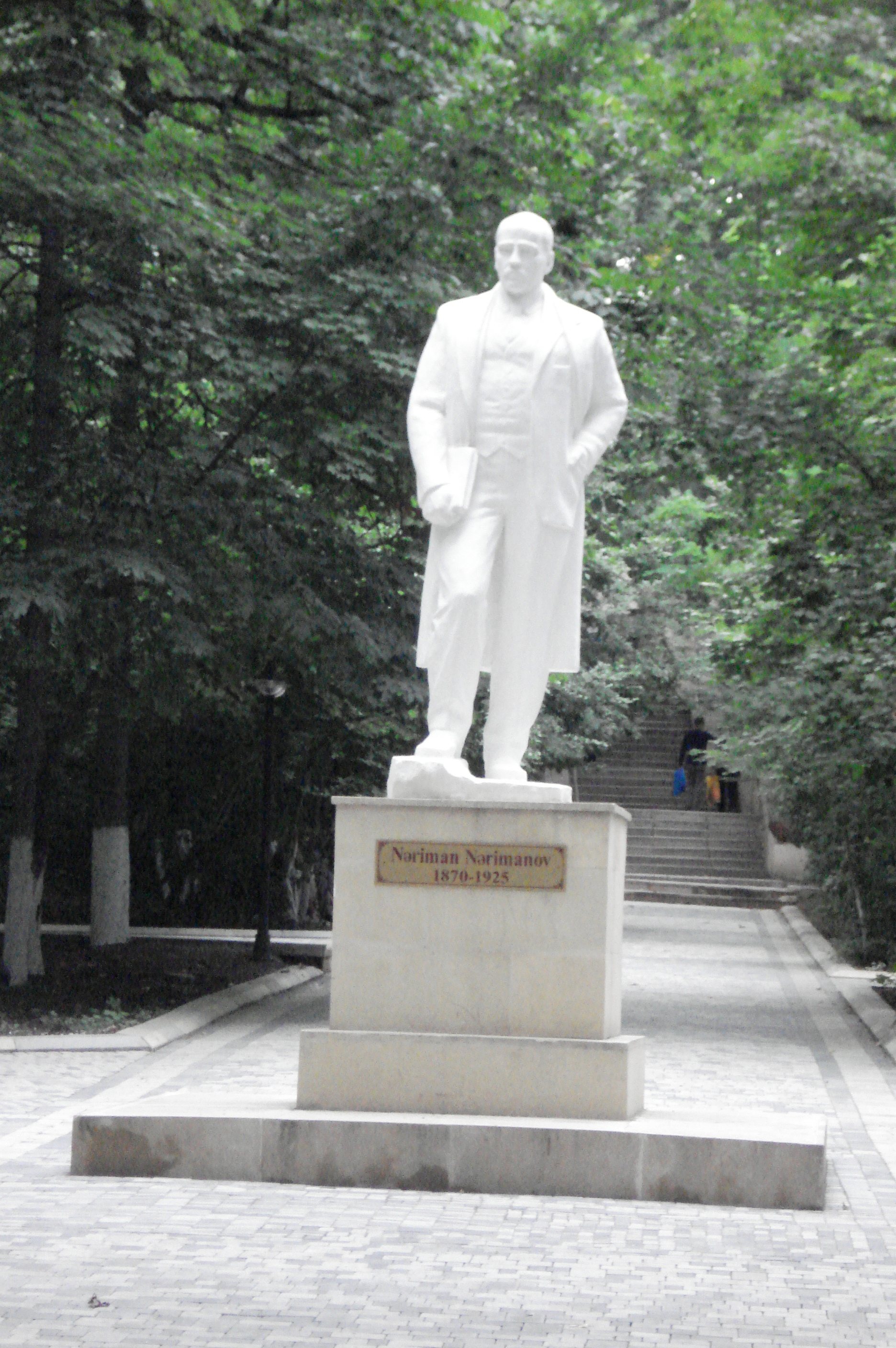
グサル（英語版）のナリマン・ナリマノフ公園（ロシア語版）内の像
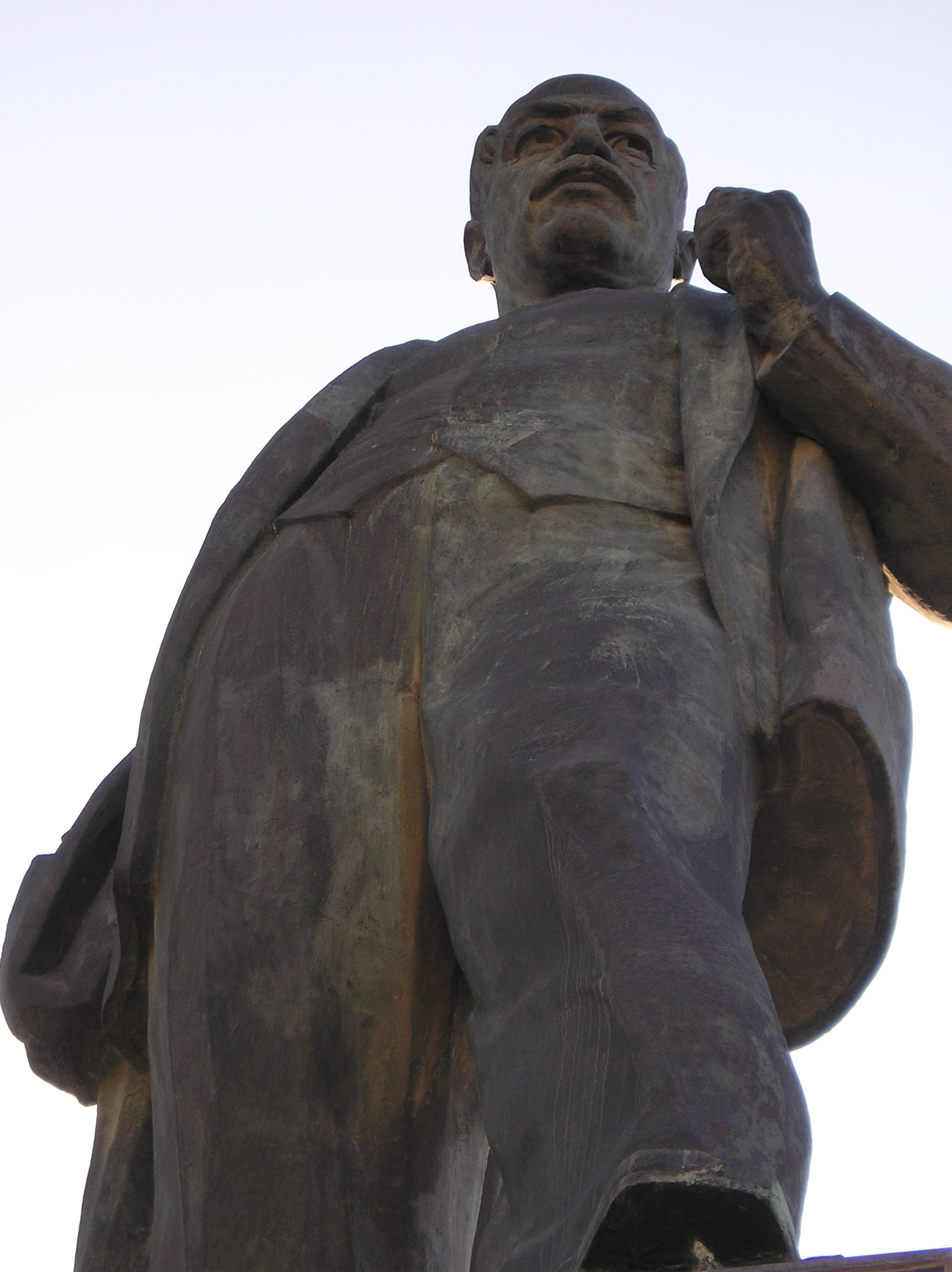
バクーのナリマン・ナリマノフ像（ロシア語版）

### 切手

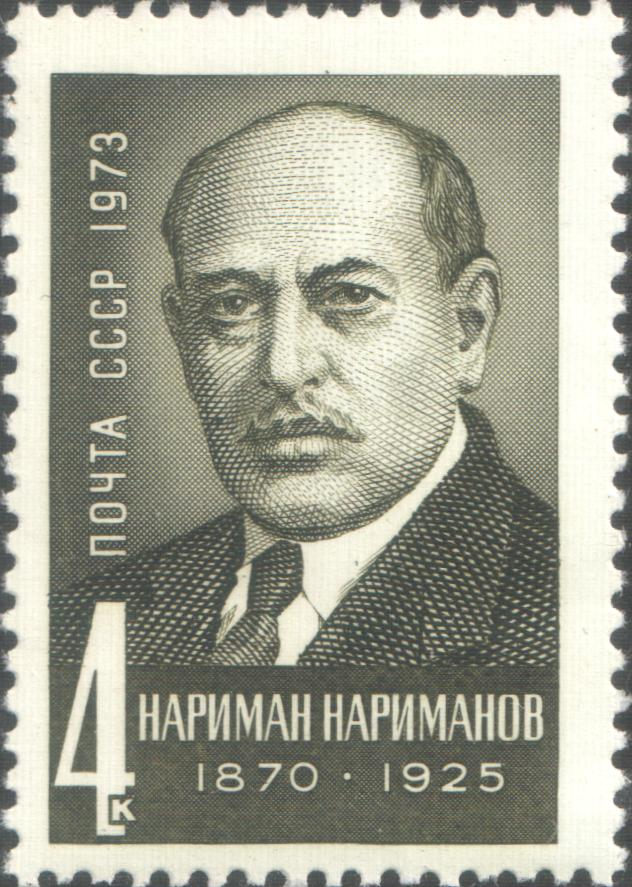
ソ連の記念切手（1973年）
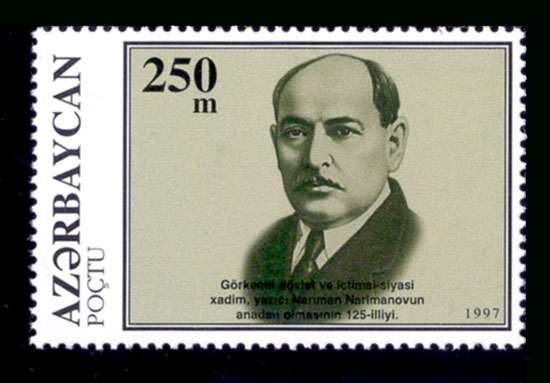
アゼルバイジャンの記念切手（1997年）